# Terranova (insulă)
Terranova este o insulă de mari dimensiuni situată pe coasta nord estică a Americii de Nord și este partea cea mai populată din provincia canadiană Newfoundland și Labrador (provincia respectivă s-a numit „Terranova” până în 2001).

### Istorie
Primii europeni care au ajuns pe continentul american au fost vikingii, care au stabilit un sat efemer în Terranova în jurul anului 1000 d.Hr. Acești vikingi au numit pământul respectiv Vinland („pământul vinului”). 
Terranova a fost denumită Terra Nova de către italianul Giovanni Caboto, în 1497. În anul 1949, după referendumul făcut de Marea Britanie pe insulă, teritoriul a fost dat Canadei ca a zecea provincie, împreună cu teritoriul continental din Labrador. 

### Geografia

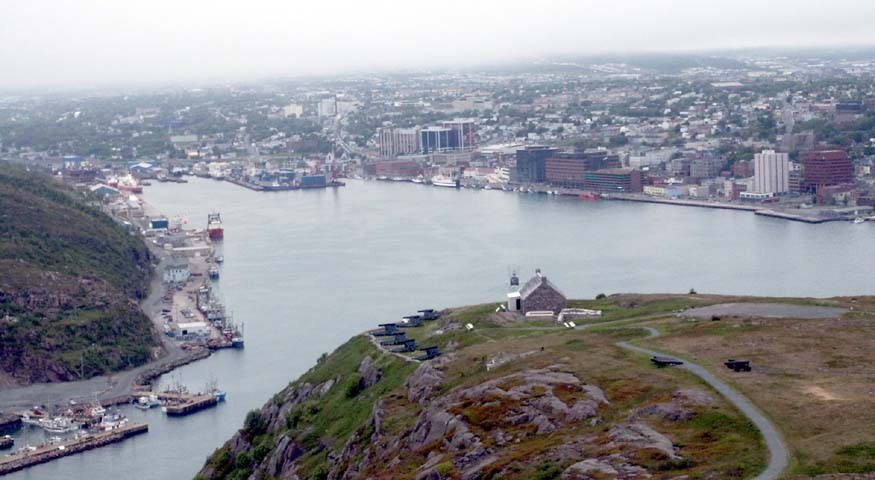
Orașul St. John's

Terranova este separată de Peninsula Labrador prin strâmtoarea Belle Isle și de insula Cape Breton, prin strâmtoarea Cabot. Suprafața sa este de 115.220 km².
Capitala provinciei, St. John’s, se găsește în extremitatea sud-estică a insulei.  
Capul Spear, de la sudul capitalei, este punctul cel mai estic al Canadei și al Americii de Nord.